# Gianluca Vialli
Gianluca Vialli (Cremona, 9. srpnja 1964. – London, 6. siječnja 2023.) bio je talijanski nogometaš koji je u svojoj karijeri nastupao za klubove poput Juventusa i Chelsea. Igrao je na poziciji napadača, a kasnije se okušao raditi kao trener no ne duže vrijeme.

## Klupska karijera
Vialli započinje svoju karijeru u Cremoni gdje nakon 10 zabijenih pogodaka u jednoj sezoni prelazi u Sampdoriu.

### Sampdoria
Nakon početka karijere u Cremoneseu, klubu iz rodnog grada Vialli je prešao u Sampdoriju gdje je bio dio jakog napadačkog tandema sa svojim dječačkim prijateljem, Robertom Mancinijem. S Viallijem na najvišoj razini Sampdoria je ostvarila najveće uspjehe u klupskoj povijesti. Osvojili su po prvi puta naslov prvaka Italije u sezoni 1990./91. u kojoj je Vialli bio najbolji strijelac lige s 19 pogodaka. Osvojio je Vialli sa Sampdorijom i kup pobjednika kupova te je zabio dva pogotka u finalu protiv Anderlechta. Sa Sampdorijom je također osvojio i tri talijanska kupa, 1985., 1988. i 1989. godine. 
Stigli su Vialli i Sampdoria do finala Lige prvaka 1992. godine, no izgubili su u do sada jedinom njihovom finalu u povijesti od španjolske Barcelone.

### Juventus
Vialli je prešao u Juventus ubrzo nakon poraza u finalu Lige prvaka za tada rekordnig 12.5 milijuna funti. Osvojio je Vialli u svojoj prvoj sezoni s Juventusom kup UEFA. U sezoni 1994./95. Vialli je s Juventusom osvojio dvostruku krunu te je stigao i do finala kupa UEFA, u kojemu je i zabio. Te je sezone bio najbolji strijelac torinskog kluba.
Svoju karijeru u Juventusu je okončao kao kapetan i to nakon finala Lige prvaka 1996. godine, finala u kojemu je i osvojio svoju jedinu Ligu prvaka kada je Juventus pobijedio Ajaxa nakon boljeg izvođenja jedanaesteraca.

### Chelsea
Vialli je otišao iz Juventusa nakon finala Lige prvaka i to u Englesku, u londonski Chelsea gdje je igrao 3 godine te okončao svoju nogometnu karijeru.

## Reprezentativna karijera
Dok je bio igrač Sampdorije Vialli je dobio poziv u reprezentaciju te je debitirao 1985. godine protiv Poljske. Svoj prvi pogodak za reprezentaciju je postigao sljedeće godine protiv Malte. Igrao je na svjetskom prvenstvu 1986. te na europskom dvije godine kasnije. Također, nastupao je i na svjetskom prvenstvu 1990. godine.
Zadnji pogodak za reprezentaciju postigao je igrom slučaja protiv Malte 1992. godine, a kasnije ga je izbornik Arrigo Sacchi izostavio s popisa putnika na svjetsko prvenstvo 1994. Nakon takve odluke izbornika Vialli je izjavio da će od tada navijati za Brazil.

## Trenerska karijera

### Chelsea
Vialli je 1998. s 33. godine na leđima postavljen na mjestu trenera-igrača u engleskom Chelseaju. Chelsea je iste godine osvojio kup pobjednika kupova, te je tako Vialli postao najmlađi Chelseaov trener u povijesti koji je osvojio neko europsko natjecanje.
Sljedeće je sezone Chelsea osvojio europski superkup pobijedivši Real Madrid 1:0, te su završili samo 4 boda iza Manchester Uniteda koji je osvojio naslov prvaka u Engleskoj. Bio je to najbolji plasman Chelsea u domaćem prvenstvu nakon 1970. godine.
Vialli je 2000. osvojio engleski superkup s Chelseajem te tako postao u to vrijeme najtrofejniji trener tog kluba s 5 službenih naslova u samo tri godine.

### Watford
Gianluca Vialli je stigao u Watford 2001. godine te je bio u tom klubu samo jednu sezonu. Watford je završio na nezadovoljavajućem 14. mjestu u sezoni 2001./02. te je Vialli dobio otkaz.